# Ruis (kabelbaan)
De Ruis is een kabelbaan in Italië en is eigendom van het bedrijf Kronplatz AG.
De gondelbaan Ruis ligt in de skiregio Kronplatz (Italiaans: Plan de Corones) vlak bij het plaatsje Sankt Vigil. Het dalstation van de gondelbaan ligt op de pashoogte van de Furkelpas. De kabelbaan loopt naar de Kronplatz, waar men 360 graden uitzicht heeft. Samen met de gondelbaan Kronplatz 2000 en de Olang 1+2 is het de enige gondelbaan die ook in de zomer in bedrijf is en dat is bijzonder, omdat het hele gebied op de Kronplatz alleen voor de winter is ingericht.
De gondelbaan is in 1996 gereed gekomen en is gebouwd door de firma Agamatic, een onderdeel van Doppelmayr seilbahnen.
Alpen I+II
· Arndt
· Belvedere
· Col Toron
· Costa
· Gipfelbahn
· Korer
· Kronplatz 2000
· Kronplatz I+II
· Lorenzi
· Marchner
· Miara
· Olang I+II
· Pedaga
· Piculin
· Piz de Plaies
· Plateau
· Pre da Peres
· Rara
· Ruis
· Skitrans Bronta
· Sonnenlift